# Akwadukt Mid-Fryslân
Het Akwadukt Mid-Fryslân ('Aquaduct Midden-Friesland') is een aquaduct in het Prinses Margrietkanaal bij Grouw in de Nederlandse provincie Friesland. Het aquaduct werd op 10 maart 1993 officieel opengesteld voor verkeer op de A32 tussen Heerenveen en Leeuwarden door de minister van Verkeer en Waterstaat, Maij-Weggen.
Met de komst van dit aquaduct in de nieuwe autosnelweg werd de brug over het Prinses Margrietkanaal in de oude Rijksweg 32, gelegen tussen het aquaduct en de spoorbrug, gesloopt. Op de fundering van de oude brug werd vervolgens een nieuwe spoorbrug gebouwd.

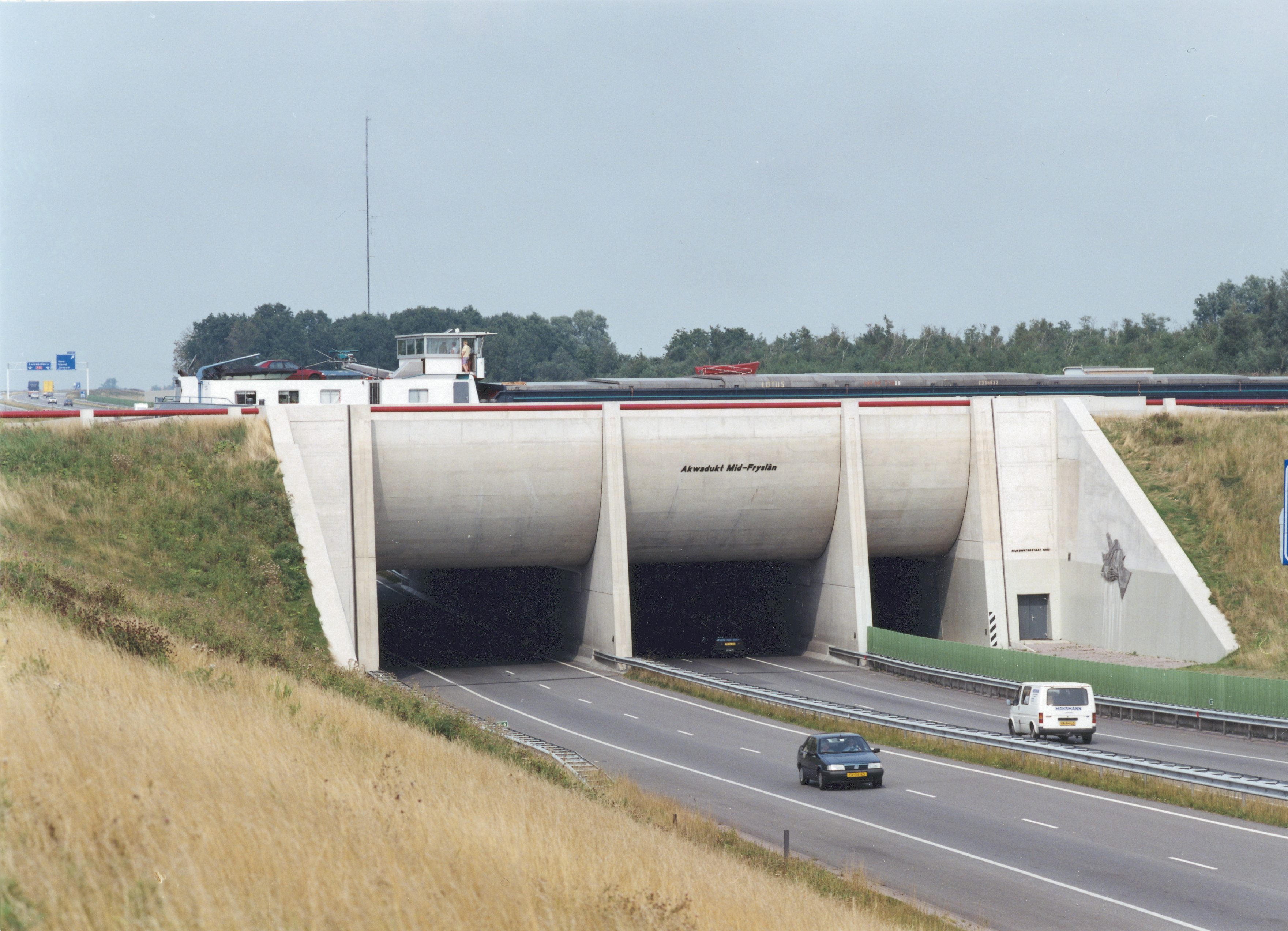

Galamadammen · Geeuw · Hendrik Bulthuis ·  Houkesloot · Ie · Jeltesloot · Langdeel · Leppa · Margaretha Zelle · M.C. Escher · Mid-Fryslân · Prinses Margriet · Richard Hageman · Van Harinxmakanaal (Harlingen)